# Cryptic Slaughter
A Cryptic Slaughter egy amerikai thrash metal/crossover thrash együttes volt. 1984-ben alakultak meg a kaliforniai Santa Monicaban. 1990-ben feloszlottak, de 2002-től 2003-ig megint együtt zenéltek. 2003-ban végleg feloszlottak. A zenekar jelentős sikereket ért el azzal, hogy segítették kialakítani a crossover thrash stílust, és mára már műfaj alapító atyákként tekintenek rájuk, a Suicidal Tendencies-szel, az S.O.D.-val és a D.R.I.-jal, illetve a Corrosion of Conformityvel együtt. Ezek az együttesek mind a nyolcvanas években alakultak meg. Pályafutásuk alatt egy demót, egy középlemezt és négy nagylemezt dobtak piacra.

## Tagok
- Lee Evans - gitár, basszusgitár (1984-1990, 2002-2003)
- Brian Lehfeldt - dobok (1989-1990, 2002-2003)
- Chris Merrow - ének (2002-2003)

Ez volt az utolsó felállás. Brian Lehfeldt a Wehrmacht zenekarból jött át ide. További tagok: Dave Hollingsworth, Adam Scott, Bill Crooks, Rob Nicholson, Scott Peterson és Brett Davis.

## Diszkográfia

### Stúdióalbumok
- Convicted (1986)
- Money Talks (1987)
- Stream of Consciousness (1988)
- Speak Your Peace (1990)

## Egyéb kiadványok
- Life in Grave (1985, demó)
- Banned in S.M. (2003, középlemez)